# Comuna 7 (Tunja)

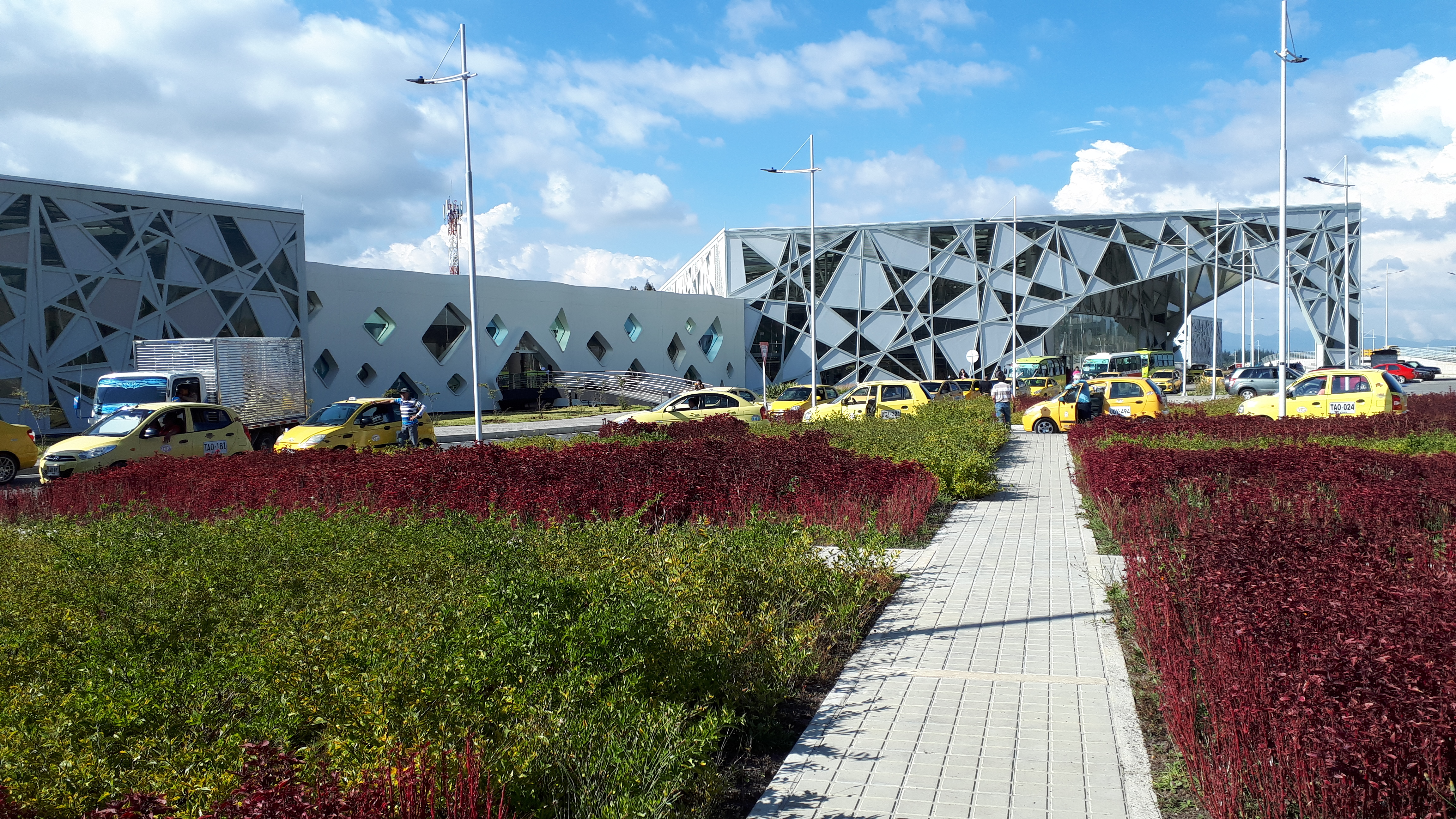
Nueva Terminal de Transportes de Tunja

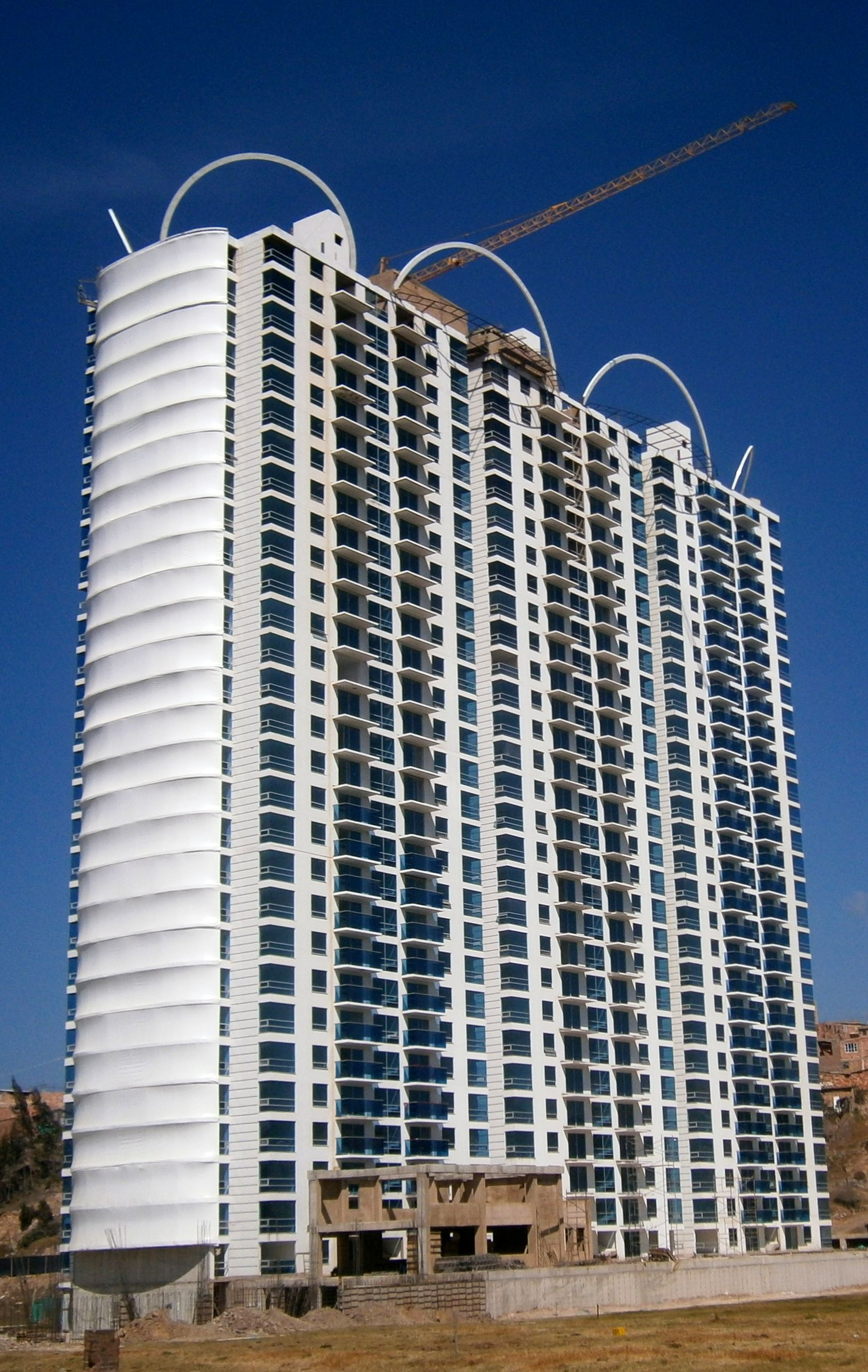
In Altezza, el edificio más alto de la ciudad y del departamento de Boyacá.Barrio El Dorado.

La Comuna 7 Oriental de Tunja concentra una amplia zona residencial, la zona militar que comprende el Batallón Bolívar y el comando de policía de Boyacá; e importantes obras de infraestructura como la nueva Terminal de Transportes, el Estadio de La Independencia, la Villa Olímpica, los viaductos, La Universidad Nacional Abierta y a Distancia, la Industria de Licores de Boyacá, el Coliseo Cubierto Municipal y el Coliseo Cubierto San Antonio.

## Límites
Sus límites son:
Norte: Avenida Olímpica y Paseo de la Gobernación: Comuna 3

Sur: Calle 5: Comuna 8

Este: Autopista BTS: Vereda de Pirgua (Tunja)

Oeste: Avenida Oriental : Comuna 5

## Geografía
La comuna se encuentra en el valle alto del río Jordán y las colinas de Pirgua.

## División administrativa
Algunos de los barrios son:
| - Barrio Militar - El Dorado - Monseñor Baracaldo - Batallón Bolívar - Villa Olímpica - San Antonio - Los Lanceros - Fuente Higueras - Prados de San Luis - Portal del Curubal - Hunza - Los Patriotas - Bochica - La Peñita - Manzanares |

## Sitios de interés
- Terminal de Transportes de Tunja
- Batallón Bolívar
- Comando de Policía de Boyacá
- Estadio de La Independencia
- Villa Olímpica, los viaductos
- Universidad Nacional Abierta y a Distancia,
- Industria de Licores de Boyacá
- Coliseo Municipal de Tunja
- Coliseo Cubierto de San Antonio